# حسن واسوا
حسن واسوا (بالإنجليزية: Hassan Wasswa)‏ (14 فبراير 1988 أوغندا - ) هو لاعب كرة قدم أوغندي، شارك في كأس الأمم الأفريقية 2017 وكأس الأمم الأفريقية 2019. لعب سابقاً في صفوف نادي جدة السعودي 

## روابط خارجية
- حسن واسوا على موقع اتحاد تركيا (لاعب) (الإنجليزية)
- حسن واسوا على موقع قاعدة بيانات كرة القدم.إي يو (الإنجليزية)
- حسن واسوا على موقع ناشيونال فوتبول تيمز (الإنجليزية)
- حسن واسوا على موقع Soccerway.com (الإنجليزية)
- حسن واسوا على موقع عالم كرة القدم.نت (الإنجليزية)